# Čaglin
Čaglin (Hongaars: Cseglény) is een gemeente in de Kroatische provincie Požega-Slavonië.
Čaglin telt 3386 inwoners. De oppervlakte bedraagt 179,6 km², de bevolkingsdichtheid is 18,9 inwoners per km².
Steden (gradovi): Požega · Kutjevo · Lipik · Pakrac · Pleternica

Gemeenten (općine): Brestovac · Čaglin · Jakšić · Kaptol · Velika